# Victor Adeboyejo
Ayomide Victor Adeboyejo (Ibadan, 12 gennaio 1998) è un calciatore nigeriano, attaccante del Bolton.

## Carriera
Dopo aver giocato nei settori giovanili di Arsenal, AFC Wimbledon, Charlton e Leyton Orient, debutta in prima squadra con quest'ultimo club il 13 dicembre 2014 in occasione dell'incontro di Football League One perso 2-1 contro il Peterborough Utd. Negli anni seguenti viene ceduto in prestito numerose volte nelle divisioni dilettantistiche inglese, trovando continuità in prima squadra solamente nei primi mesi del 2017.
Rimasto svincolato, dopo un provino con il Chelsea con cui gioca alcune gare in Under-23 viene tesserato dal Barnsley, club della seconda divisione inglese.

## Statistiche
Statistiche aggiornate al 4 dicembre 2021.

### Presenze e reti nei club
| Stagione        | Squadra         | Campionato      | Campionato | Campionato | Coppe nazionali | Coppe nazionali | Coppe nazionali | Coppe continentali | Coppe continentali | Coppe continentali | Altre coppe | Altre coppe | Altre coppe | Totale | Totale | Totale |
| Stagione        | Squadra         | Comp            | Pres       | Reti       | Comp            | Pres            | Reti            | Comp               | Pres               | Reti               | Comp        | Pres        | Reti        | Pres   | Reti   |        |
| --------------- | --------------- | --------------- | ---------- | ---------- | --------------- | --------------- | --------------- | ------------------ | ------------------ | ------------------ | ----------- | ----------- | ----------- | ------ | ------ | ------ |
| 2014-2015       | Leyton Orient   | FL1             | 1          | 0          | FACup+CdL       | 0               | 0               |                    | -                  | -                  | EFL Trophy  | 0           | 0           | 1      | 0      |        |
| 2015-2016       | Leyton Orient   | FL2             | 1          | 0          | FACup+CdL       | 2+0             | 0               |                    | -                  | -                  | EFL Trophy  | 0           | 0           | 3      | 0      |        |
| 2016-2017       | Leyton Orient   | FL2             | 13         | 1          | FACup+CdL       | 0               | 0               |                    | -                  | -                  | EFL Trophy  | 1           | 0           | 14     | 1      |        |
| 2018-2019       | Barnsley        | FL1             | 25         | 2          | FACup+CdL       | 1+1             | 0               |                    | -                  | -                  | EFL Trophy  | 4           | 2           | 31     | 4      |        |
| 2019-gen. 2020  | Bristol Rovers  | FL1             | 18         | 1          | FACup+CdL       | 5+2             | 0               |                    | -                  | -                  | EFL Trophy  | 5           | 1           | 30     | 2      |        |
| gen.-giu. 2020  | Cambridge Utd   | FL2             | 8          | 0          | FACup+CdL       | 0               | 0               |                    | -                  | -                  | EFL Trophy  | 0           | 0           | 8      | 0      |        |
| 2020-2021       | Barnsley        | FLC             | 34         | 2          | FACup+CdL       | 3+1             | 0               |                    | -                  | -                  |             | -           | -           | 38     | 2      |        |
| 2021-2022       | Barnsley        | FLC             | 16         | 2          | FACup+CdL       | 0+1             | 0               |                    | -                  | -                  |             | -           | -           | 17     | 2      |        |
| Totale carriera | Totale carriera | Totale carriera | 116        | 8          |                 | 16              | 0               |                    | -                  | -                  |             | 10          | 3           | 142    | 11     |        |